# CHL Sportsman of the Year

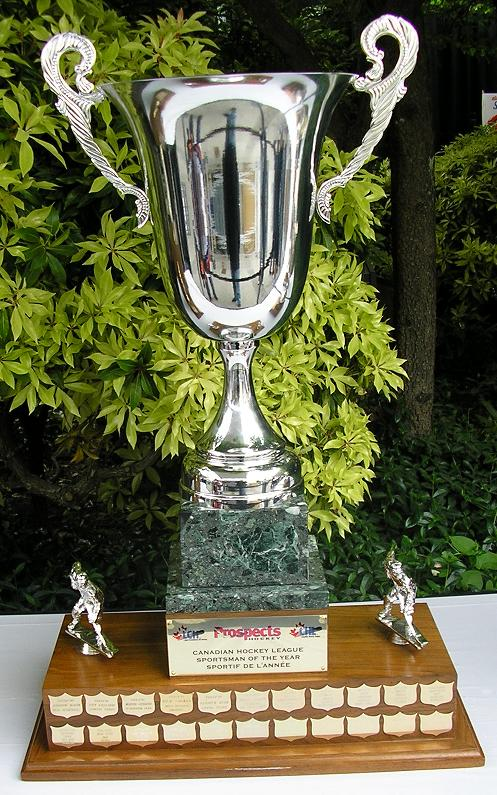
Trofej CHL Sportsman of the Year

CHL Sportsman of the Year je každoročně udělované hokejové ocenění hráči, působícímu v některé z lig, které zastřešuje Canadian Hockey League, který prokáže největšího sportovního ducha.

## Držitelé CHL Sportsman of the Year
| Sezóna  | Hráč                    | Tým                          | Liga      |
| ------- | ----------------------- | ---------------------------- | --------- |
| 2021/22 | Jordan Dumais           | Halifax Mooseheads           | QMJHL     |
| 2020/21 | neudělena               | neudělena                    | neudělena |
| 2019/20 | Nick Robertson          | Peterborough Petes           | OHL       |
| 2018/19 | Justin Almeida          | Moose Jaw Warriors           | WHL       |
| 2017/18 | Aleksi Heponiemi        | Swift Current Broncos        | WHL       |
| 2016/17 | Nick Suzuki             | Owen Sound Attack            | OHL       |
| 2015/16 | Sam Girard              | Shawinigan Cataractes        | QMJHL     |
| 2014/15 | Rourke Chartier         | Kelowna Rockets              | WHL       |
| 2013/14 | Sam Reinhart            | Kootenay Ice                 | WHL       |
| 2012/13 | Tyler Graovac           | Belleville Bulls             | OHL       |
| 2011/12 | Mark Stone              | Brandon Wheat Kings          | WHL       |
| 2010/11 | Philip-Michaël Devos    | Gatineau Olympiques          | QMJHL     |
| 2009/10 | Jason Bast              | Moose Jaw Warriors           | WHL       |
| 2008/09 | Cédric Lalonde-McNicoll | Shawinigan Cataractes        | QMJHL     |
| 2007/08 | Cédric Lalonde-McNicoll | Shawinigan Cataractes        | QMJHL     |
| 2006/07 | David Desharnais        | Chicoutimi Saguenéens        | QMJHL     |
| 2005/06 | Kris Russell            | Medicine Hat Tigers          | WHL       |
| 2004/05 | Jeff Carter             | Sault Ste. Marie Greyhounds  | OHL       |
| 2003/04 | Benoît Mondou           | Shawinigan Cataractes        | QMJHL     |
| 2002/03 | Kyle Wellwood           | Windsor Spitfires            | OHL       |
| 2001/02 | Brad Boyes              | Erie Otters                  | OHL       |
| 2000/01 | Brandon Reid            | Val-d'Or Foreurs             | QMJHL     |
| 1999/00 | Jonathan Roy            | Moncton Wildcats             | QMJHL     |
| 1998/99 | Matt Kinch              | Calgary Hitmen               | WHL       |
| 1997/98 | Cory Cyrenne            | Brandon Wheat Kings          | WHL       |
| 1996/97 | Kelly Smart             | Brandon Wheat Kings          | WHL       |
| 1995/96 | Hnat Domenichelli       | Kamloops Blazers             | WHL       |
| 1994/95 | Éric Dazé               | Beauport Harfangs            | QMJHL     |
| 1993/94 | Yanick Dubé             | Laval Titan Collège Français | QMJHL     |
| 1992/93 | Rick Girard             | Swift Current Broncos        | WHL       |
| 1991/92 | Martin Gendron          | Saint-Hyacinthe Laser        | QMJHL     |
| 1990/91 | Pat Falloon             | Spokane Chiefs               | WHL       |
| 1989/90 | Andrew McKim            | Hull Olympiques              | QMJHL     |